# 벨기에 식민제국

벨기에 식민제국의 영토

벨기에 식민제국(프랑스어: Empire colonial belge, 네덜란드어: Belgische koloniale rijk,독일어: Belgische Kolonien)은 1885년부터 1962년까지 벨기에가 소유하고 있던 식민지를 가리키는 제국이다. 구체적으로는 벨기에령 콩고(현재의 콩고 민주 공화국), 르완다, 부룬디, 중국 톈진시에 세워진 조계를 포함한다.
벨기에 식민제국은 다른 유럽 제국과 여러 면에서 달랐는데, 식민지의 98%가 벨기에령 콩고에 집중되어 있으며, 식민지는 벨기에에 귀속된 것이 아니라 벨기에 국왕 레오폴 2세의 사유지였다. 벨기에는 해외 영토를 포함하여 제국이라는 표현보다는 식민지라는 표현을 더 자주 쓰는데, 이는 벨기에가 독일, 영국, 프랑스 등과는 달리 군주에게 황제의 칭호를 쓴 일이 없었기 때문이었다.

## 역사
벨기에는 1830년에 네덜란드 왕국을 상대로 벨기에 혁명을 일으킨 이후부터 자치를 획득한 입헌군주정 국가였다. 1839년이 되자 대부분의 국가들이 벨기에의 독립을 인정했다. 이즈음에는 거의 대부분의 유럽 국가들이 해외에 식민지를 가지고 있었고, 서로의 영역을 침범하며 끊임없이 다투던 시기였다.
1840년대와 1850년대 동안, 레오폴 1세는 해외의 식민지를 개발하기 위해 끊임없이 노력했다. 1843년에는 하와이 왕국을 병합하려는 시도도 하였으나, 이 병합 과정에서 협력하고 있던 개발 회사가 파산하며 이마저도 수포로 돌아갔다. 벨기에의 무역상인들은 그들의 영향력을 서아프리카 지방으로 서서히 확대하였으나, 이도 리오 누네즈 사건으로 인해 큰 타격을 받았다. 또한 아프리카 대륙에서 영국과 프랑스의 견제와 간섭이 격화되며 벨기에의 입지는 점차 좁아져만 갔다.
벨기에의 두 번째 왕인 레오폴 2세가 즉위했을 적에는 벨기에 국내에서 점차 식민지 팽창에 대한 열정이 사그라들고 있었다. 정부 관료들은 식민지 팽창 정책이 경제적, 정치적으로 위험하다고 판단했으며, 무역 확대를 통하여 러시아와 남아메리카 지역을 이어 막대한 이익이나 챙기는 것이 훨씬 현명한 일이라고 여겼다. 결과적으로 레오폴 2세는 정부의 반대로 인해 식민지 확장에 대한 꿈을 접어야만 했다.

## 식민지

### 콩고

#### 콩고 자유국(1885-1908)
콩고의 식민지화는 19세기부터 진행되었다. 레오폴 2세는 그의 국가가 국제사회에서 힘이 약하고 제대로 된 대접을 받지 못하는 것에 크게 분노했고, 정부를 설득하여 콩고 분지를 벨기에의 식민지로 삼아 힘을 키울 것을 명령했다. 정부는 이를 거절하였으나, 레오폴 2세는 그의 주장을 끝까지 주장하여 결국 콩고 식민지화 정책을 밀어붙이는 데에 성공하였다. 게다가 인근 유럽 국가들도 벨기에를 아프리카 대륙의 완충지로 삼아 서로를 견제한다는 이유로 레오폴 2세를 지지하였다. 결국 레오폴 2세는 1885년에 콩고 자유국에 대한 소유 승인을 국제사회에서부터 받아낸다.
콩고 자유국은 지하자원들을 찾아 콩고 곳곳을 탐험했다. 이때 상아와 고무가 주된 상품으로 떠올랐고, 자유국의 군사적 지원을 받은 개인들이 마음대로 들어와 자유국 내의 영토들을 사유화했다. 앵글로-벨기에 인도 고무 회사(ABIR)은 사유지에서 최대한의 수익을 끌어내기 위해 폭력과 억압을 서슴지 않았고, 그들의 콩고 통치에서 수많은 콩고 원주민들이 목숨을 잃었다. 1일 고무 할당량을 채우지 못한 콩고인들은 살인이나 갖은 모욕들을 당했고, 회사들은 강제 노동과 착취를 통해 막대한 돈을 벌어들였다. 수백만 명의 콩고인들이 이때 세상을 등졌다. 또한 서양인들이 함께 갖고 들어온 천연두와 같은 질병들은 이에 면역이 없던 콩고인들을 죽음으로 몰아넣었으며, 특히 콩고 강 남부 지역의 절반이 이 질병으로 사망했을 정도였다.
콩고 자유국 시기, 엄청난 수의 콩고 인구가 감소했으나, 이에 대한 조사는 제대로 이루어진바 없다. 확실하지는 않지만, 대략 당시 콩고 인구의 50%에 달하는 1,000만 명의 콩고인들이 이때 죽었을 것이라 짐작된다. 콩고 자유국은 벨기에의 직접적인 식민지는 아니었으나, 벨기에는 콩고 자유국의 무역과 정책 전반을 총괄, 조언하는 국가로서 콩고 자유국 운영을 거의 좌지우지했다. 레오폴 2세는 콩고 자유국에서 행해진 상아와 고무 무역으로 큰 돈을 벌어들였고, 이 돈의 상당 부분은 브뤼셀 등 벨기에 본토의 공공 건물 신축 공사에 들어가곤 했다.

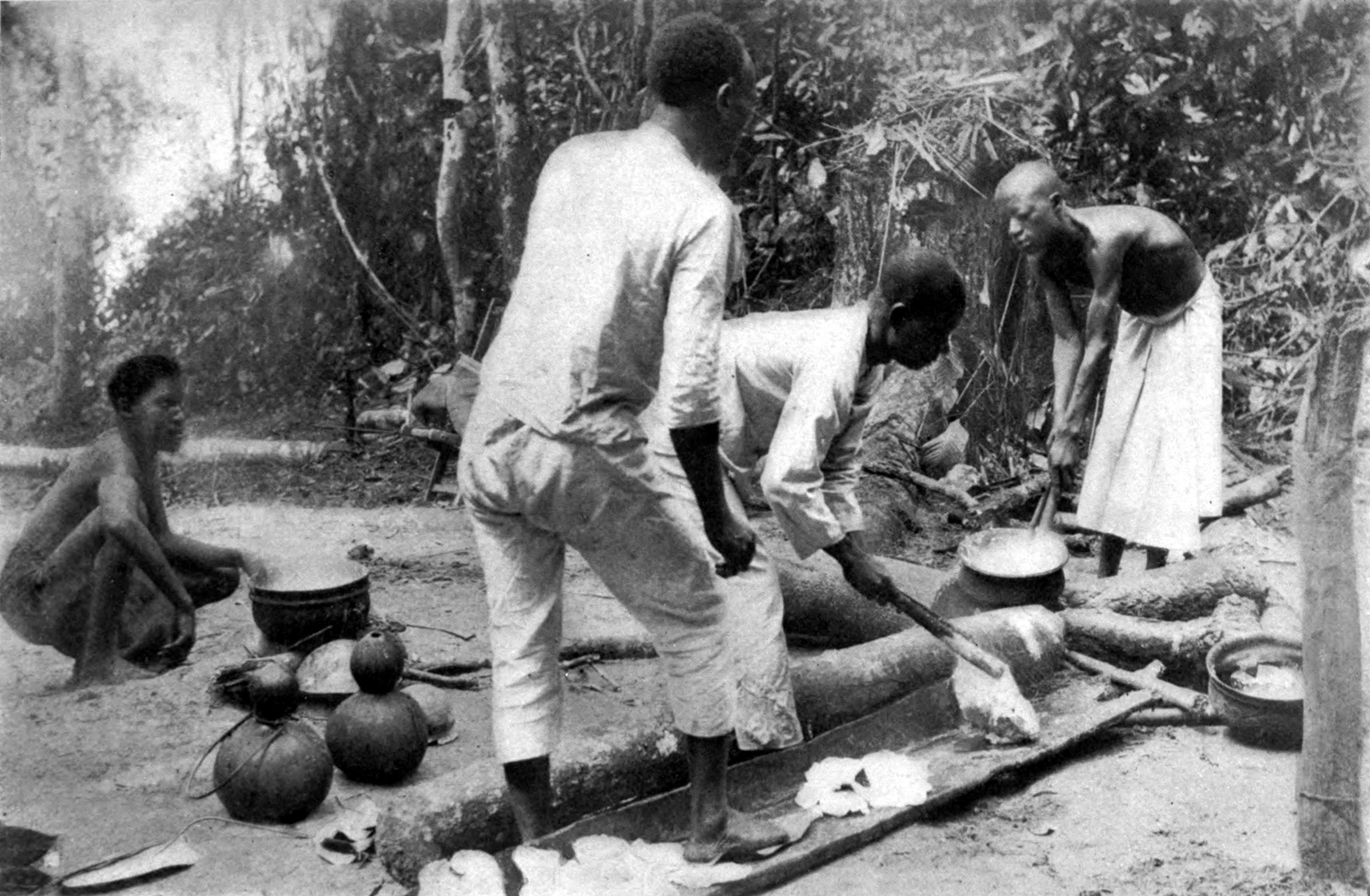
고무 농장에서 착취당하는 콩고 원주민

#### 벨기에령 콩고(1908-1960)
1885년 레오폴 2세는 콩고 자유국에 대한 국제적 승인을 받았다. 허나 이후 자유국에서 행해진 수많은 비인도적인 행위들과 경제적인 착취, 그리고 약탈의 문제는 벨기에를 외교적으로 곤란한 상황으로 몰아넣었고, 결국 벨기에는 이미지를 쇄신하기 위해 자유국을 폐지하고 벨기에령 콩고를 세웠다.
벨기에의 콩고 통치는 국가, 선교사, 그리고 개인 회사의 이익 추구가 합쳐진 형태였다. 이 때 서양 회사들은 콩고에 막대한 양의 투자를 하였고, 상당한 양의 자본이 실제로 콩고로 흘러들어갔다. 많은 경우에서 정부의 관심사는 회사들의 이익과 겹치는 경우가 많았고, 정부는 회사들이 콩고 식민지 주민들을 착취하는 것을 적극적으로 도와주었다. 벨기에령 콩고는 크게 본토 벨기에인, 벨기에에 협력하여 부를 얻은 극소수의 콩고인, 대다수의 가난한 콩고인들로 계급이 나뉘어 철저하게 차별받았다. 벨기에는 벨기에 관리들을 직접 식민지로 파견하는 직접 지배를 선호했는데, 이는 당시 영국이나 프랑스 같은 대형 식민제국들이 토착 지도자를 내세우고 그 뒤에서 교묘하게 간접 통치 방식을 택하던 것과는 대조되는 일이었다. 제 1차 세계대전 동안, 강제로 징집된 콩고 출신 군인들은 르완다와 부룬디의 전선에서 독일에 맞서 싸우기도 하였다. 벨기에령 콩고에는 인종차별이 만연했으며, 벨기에에서 이주해온 소수의 백인들은 흑인들에 비하여 훨씬 우월한 존재로 간주되곤 하였다.
콩고 출신 병사들은 제 2차 세계대전 동안 이탈리아 군대를 동아프리카 식민지 지역에서 몰아내는 데에 필수적인 역할을 했다. 1940년대와 50년대에 콩고는 급격한 도시화를 겪었으며, 식민정부는 콩고를 일종의 '모델 식민지'로 삼아서 다양한 발전 프로그램을 계획하고 이를 실행하기 위해 나름대로의 노력을 했다. 이 프로그램들의 결과로, 몇몇 대도시들에서는 서구화된 생활양식을 가진 흑인 중산층들이 생겨났으며, 1950년대 콩고는 다른 모든 아프리카 지역들보다 2배나 많은 임금을 받았다.
1960년대에 일어난 전세계적인 독립 움직임에 편승하여, 콩고도 결국 독립을 쟁취하였고, 콩고 공화국이 세워졌다. 불안정한 사회구조와 인종갈등, 벨기에 정부의 지속적인 내정간섭, 냉전으로 인한 세계적 불안정으로 인하여 콩고 공화국은 약 5년간 극도로 혼란스러운 정치 상황을 겪었고, 결국 모부투 세세 세코가 권력을 장악하며 혼란이 끝났다. 이후 모부투 세세 세코는 32년간 콩고의 독재자로서 군림하였다.

#### 루안다-우룬디(1916-1962)
르안다-우룬디는 제 1차 세계대전이 진행 중이던 1916년부터 1924년 동안 행해진 벨기에의 군사원정으로 획득한 독일의 동아프리카 식민지였다. 이후 이 곳은 1962년까지 벨기에의 신탁통치 하에 지배되었고, 1962년 이후에는 이 것이 독립하여 현대의 르완다와 부룬디로 발전하였다. 벨기에가 독일에서 이 식민지들을 뺏은 이후에도 이 곳은 투치족을 통하여 원주민들을 간접지배했던 독일의 행정 체계를 유지했다. 벨기에 정부는 투치족을 타 부족들과 차별하며 르완다와 부룬디 국민들의 원성을 샀으며, 결국 르완다가 독립하는 과정에서 르완다 내전이 일어나 피바다를 이루게 된다.

### 산토 토마스, 과테말라(1843-1854)
1842년 레오폴 1세가 보낸 벨기에 함대가 과테말라에 도착했고, 함대는 그 지역의 지하자원을 탐사한 다음 이익성이 있다고 판단, 산토 토마스 데 카스티야에 식민지를 짓고 기반시설들을 놓았다. 과테말라 대통령 라파엘 카레라는 매년 16,000 페소를 납부한다는 조건으로 식민지 건설을 허가하였다. 다만 이 식민지는 1854년에 폐지되었는데, 이는 벨기에 정부가 이 곳에 더이상의 경제성이 없을 뿐더러 식민도시에 황열병 등의 전염병들이 워낙 자주 창궐했기 때문이었다.

### 톈진 조계(1900-1931)
톈진은 청나라의 조계였고, 9개국이 이 곳에 영사관을 설치하고 무역을 전개하였다. 의화단의 난이 일어난 그 다음 해에, 당시 중국 주재 벨기에 대사 마우리스 주스텐스는 벨기에 거류지를 설치하기 위해 협상에 들어갔으며, 1900년 11월에 협상이 타결되어 벨기에는 100헥타르에 육박하는 거류지를 톈진에 설치하도록 허락받았다. 몇몇 벨기에 회사들이 중국의 트램을 설치하는 데에 일부 투자를 하기는 하였으나, 벨기에 거류지의 활성화는 미미했다. 지지부진한 상황이 계속되자 결국 벨기에는 1929년 8월에 다시 거류지를 중국에게 돌려주기로 합의했고, 1931년 7월 13일 벨기에 의회에서 조계 철수안이 통과되어 벨기에는 중국에서 완전히 물러났다.

19세기 후반, 벨기에의 기술자들이 베이징과 한커우를 잇는 철도 공사에 모집되었다. 이후 벨기에 정부는 이를 빌미삼아 한커우에 또 조계를 설치하려 들었으나, 청나라는 이를 묵살하였고 결국 벨기에도 1908년에 이 주장을 슬그머니 철회할 수 밖에 없었다. 

## 같이 보기
- 벨기에의 역사
- 고무 테러